# Heinrich Straub
Heinrich Straub (* 1838 in Geislingen an der Steige; † 1876 in Heluan bei Kairo; vollständiger Name: Caspar Heinrich Straub) war ein württembergischer Metallwarenfabrikant.

## Leben
Heinrich Straub wurde als Sohn des Geislinger Metallwarenfabrikanten Daniel Straub geboren. Zum Studium der Ingenieurwissenschaften ging er an die Polytechnische Schule Stuttgart und wurde hier Mitglied des Corps Stauffia. Nach dem Studium trat er in das väterliche Unternehmen, die Metallwarenfabrik Straub & Schweizer Geislingen ein. Nachdem sein Vater 1866 die Firmenanteile von Friedrich Schweizer übernommen hatte, wurde er 1870 Teilhaber des Unternehmens, das nunmehr den Namen Straub & Sohn Metallwarenfabrik trug. Heinrich Straub verantwortete einerseits die technischen Leitung und andererseits den Auslandsvertrieb mit eigenen Niederlassungen.
Heinrich Straub hatte ehrgeizige Expansionspläne. Hierzu erwarben er und sein Vater 1875 die Grube Hohenstein. Als sich Heinrich Straub 1876 bei der Montage eines Mühlrades eine schwere Erkältung zuzog und darüber hinaus noch an Lungentuberkulose erkrankte, begab er sich zur Kur nach Ägypten, konnte jedoch nicht mehr genesen und verstarb in Heluan bei Kairo. Damit fehlte der Firma die unternehmerische Führung, zumal sein Vater am Boden zerstört war und über den Tod des einzigen Sohnes nicht hinwegkam. Das Unternehmen war durch die Zukäufe und Erweiterungen jedoch hoch verschuldet. So kam es 4 Jahre später auf Drängen der Banken im Jahre 1880 zur Verschmelzung mit der Versilberungsanstalt A. Ritter & Co., der Geburtsstunde der Württembergischen Metallwarenfabrik AG, der WMF, die heute noch als weltweit operierender Konzern besteht.
Als Zeichen seiner Trauer um seinen Sohn Heinrich errichtete Daniel Straub ein Mausoleum, die Straub’sche Grabkapelle, in der die Särge von Heinrich, Daniel und Catharina Straub aufgebahrt sind.